# شیب

شیب:

در ریاضیات، شیب یا گرادیان یک خط، عددی است که توصیف کننده جهت و تندی آن خط است. شیب را اغلب با حرف {\displaystyle \mathbf {m} } نشان می‌دهند؛ هیچ جواب مشخصی برای این که چرا از این حرف برای شیب استفاده شده است وجود ندارد، اما اولین بار این حرف در متون انگلیسی و توسط متیو او برایان (۱۸۴۴) استفاده شده است که معادله خط مستقیم را در آنجا به صورت "{\displaystyle y=mx+b}" نوشته است. همچنین در اثر ایزاک تادهانتر (۱۸۸۸) این معادله به صورت "{\displaystyle y=mx+c}" نوشته شده.
شیب با پیدا کردن نسبت «تغییر عمودی» به «تغییر افقی» بین (هر) دو نقطهٔ متمایز روی یک خط به دست می‌آید.

## تعریف شیب خط
شیب خط برابر است با تقسیم (تفاضل عرض‌ها به تفاضل طول‌ها).
نکته: در نظر داشته باشید،
1. وقتی روی محور xها از چپ به راست حرکت کنیم و روی خط به سمت بالا برویم شیب خط مثبت خواهد بود.
2. وقتی روی محور xها از چپ به راست روی خط به پایین سر بخوریم شیب خط منفی هست.
3. اگر خط موازی محور xها باشد شیب صفر می‌باشد.
4. اگر خط موازی محور yها باشد شیب بی‌نهایت است.

{\displaystyle y=ax+b}

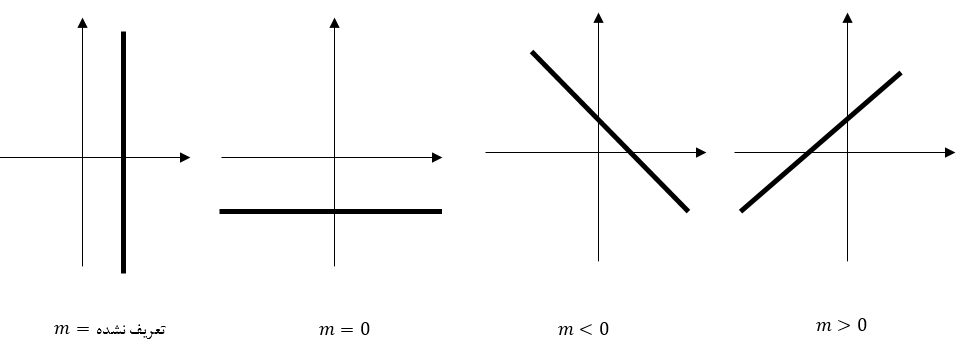
علامت شیب در نمودارهای مختلف

فرم کلی معادله خط در بالا می‌بینیم. a همان شیب است.
معادله شیب خط برابر است:
{\displaystyle a={\frac {y_{2}-y_{1}}{x_{2}-x_{1}}}}
اگر مخرج صفر شد، شیب تعریف نشده است. در شکل بالا می‌توانید مشاهده کنید. (موازی محور عرض‌ها)
اگر صورت صفر شد، شیب صفر می‌شود. در شکل بالا می‌توانید مشاهده کنید. (موازی محور طول‌ها)
اگر خطی به معادله ax+by+c=۰ داشتیم، شیب خط برابر است با:
m=-a/b

## حسابان

مشتق یک نقطه، شیب خطی است که بر آن نقطه بر منحنی مماس باشد. توجه کنید: مشتق یک نقطه در جاهایی که سبز است و خط-چین است مثبت و در جاهایی که قرمز و نقطه-چین است منفی و جاهایی که خط یک-پارچه و سیاه است شیب صفر دارد.

مفهوم شیب در حساب دیفرانسیل نقش مرکزی دارد. برای توابع غیر-خطی، نرخ تغییرات در طول یک منحنی متفاوت است. مشتق یک تابع در یک نقطه برابر شیب خط مماس در آن نقطه از منحنی است و ازین رو برابر با نرخ تغییرات آن تابع در نقطه مورد نظر است.
اگر فرض کنید {\displaystyle \Delta x} و {\displaystyle \Delta y} فواصل (به ترتیب در طول محورهای {\displaystyle x} و {\displaystyle y}) بین نقاط روی یک منحنی باشد، آنگاه شیب بین این نقاط به صورت زیر تعریف می‌شود:
{\displaystyle m={\frac {\Delta y}{\Delta x}}}
که شیب خط سکانت (نام دیگرش خط قاطع است) به منحنی است. برای یک خط، سکانت بین هر دو نقطه، همان خطی است که دو نقطه روی آن قرار دارند، اما برای منحنی‌های دیگر این حالت برقرار نیست.
به عنون مثال، شیب سکانتی که با {\displaystyle y=x^{2}} در نقاط {\displaystyle (0,0)} و {\displaystyle (3,9)} برخورد می‌کند برابر ۳ است (شیب مماس در {\displaystyle x={\frac {3}{2}}} نیز ۳ است، نتیجه ای از قضیه مقدار میانگین).
با حرکت دو نقطه به سوی همدیگر، چنان‌که {\displaystyle \Delta x} و {\displaystyle \Delta y} کاهش پیدا کنند، خط سکانت با تقریب بهتری به خط مماس به منحنی (در نقطه ای که این دو به هم می‌رسند) میل می‌کند، و نتیجتاً شیب سکانت به شیب خط مماس در آن نقطه نزدیک می‌شود. با استفاده از حساب دیفرانسیل، می‌توان حد یا مقداری که {\displaystyle {\frac {\Delta y}{\Delta x}}} با کوچک شدن {\displaystyle \Delta y} و {\displaystyle \Delta x} به صفر، به آن میل می‌کند را پیدا کرد؛ نتیجه می‌شود که این حد، شیب دقیق خط مماس در آن نقطه (که این دو به هم می‌رسند) است. اگر {\displaystyle \Delta y} وابسته به {\displaystyle \Delta x} باشد، آنگاه کافی است به این صورت حد بگیریم که فقط {\displaystyle \Delta x} به سمت صفر میل کند. ازینرو، شیب خط مماس حد {\displaystyle {\frac {\Delta y}{\Delta x}}} است وقتی {\displaystyle \Delta x} به سمت صفر میل می‌کند، در این حالت {\displaystyle {\frac {\Delta y}{\Delta x}}} را به صورت {\displaystyle {\frac {dy}{dx}}} نمایش می‌دهند. ما به این حد مشتق {\displaystyle y} نسبت به {\displaystyle x} می‌گوییم:
{\displaystyle {\frac {dy}{dx}}=\lim _{\Delta x\to 0}{\frac {\Delta y}{\Delta x}}}
مقدار این حد در یک نقطه از تابع به ما شیب خط مماس در آن نقطه را می‌دهد. به عنوان مثال، فرض کنید {\displaystyle y=x^{2}}. آنگاه نقطه ای چون {\displaystyle (-2,4)} را روی این تابع در نظر بگیرید. مشتق این تابع {\displaystyle {\frac {dy}{dx}}=2x} است؛ بنابراین شیب خط مماس به {\displaystyle y} در {\displaystyle (-2,4)} برابر {\displaystyle 2\times (-2)=-4} است. معادله خط مماس هم به صورت {\displaystyle y-4=(-4)(x-(-2))} یا {\displaystyle y=-4x-4} است.